# Löts landskommun, Uppland
För landskommunen med detta namn i Öland, se Löts landskommun, Öland.
Löts landskommun var en tidigare kommun i Uppsala län. 

## Administrativ historik
Kommunen inrättades i Löts socken i Trögds härad i Uppland när 1862 års kommunalförordningar trädde i kraft 1863. 
Vid kommunreformen 1952 gick den upp i Norra Trögds landskommun, som 1971 uppgick i Enköpings kommun. 